# النهاية المدببة
النهاية المدببة (بالإنجليزية: The Pointy End)‏ هي الحلقة الثامنة من الموسم الأول من المسلسل الفانتازي صراع العروش، والمُقتبس من سلسلة روايات أغنية الجليد والنار للمؤلف جورج ر. ر. مارتن، وهي الحلقة رقم 8 من المسلسل ككل. عُرضت الحلقة لأول مرة في 5 يونيو 2011، على شبكة إتش بي أو المُنتجة للمسلسل، وكانت من كتابة جورج ر. ر. مارتن، ومن إخراج دانيال ميناهان.

## ملخص الحلقة
يُعمم الخبر في «كينغ لاندينغ» أن (نيد ستارك) وعائلته خونة، فتُحتجز (سانسا) لديهم وتطلب من الملك (جوفري) العفو والصفح عن والدها، إلا أنه يُفاجئها بالرد بأن طلبها غير مستجاب وسينزل أشد العذاب بوالدها لكونه خائناً، أما (آريا) فتهرب لوسط المدينة. (نيد) يُحبس في أبراج القلعة وهناك يأتيه (اللورد فاريس) الذي يكشف له أنه حليف له. على العموم، تصل أنباء احتجاز (نيد) لـ«ونترفيل»، فيبدأ ابنه البكر (روب ستارك) بجمع الحلفاء وإعلان الحرب ضد عائلة (لانستر). وفي أقصى الشمال، يتأهب الحرس الليلي لمواجهة الشرور القادمة من ما وراء الجدار. وفي هذه الأثناء يتقدم جيش الـ (دوثروكي) بقيادة (دروغو) للاستيلاء على العرش.

## الإنتاج
سيناريو الحلقة كان من كتابة جورج ر. ر. مارتن، وأُختير دانيال ميناهان لإخراجها. كان ماثيو جينسن ‏ مديرًا لتصوير الحلقة، ومارتن نيكولسون محررًا لها، أما موسيقى الحلقة التصويرية فكانت من تلحين رامين جوادي.

## نسب المشاهدة
| الموسم | الموسم | رقم الحلقة | رقم الحلقة | رقم الحلقة | رقم الحلقة | رقم الحلقة | رقم الحلقة | رقم الحلقة | رقم الحلقة | رقم الحلقة | رقم الحلقة | المتوسط |
| الموسم | الموسم | 1          | 2          | 3          | 4          | 5          | 6          | 7          | 8          | 9          | 10         | المتوسط |
| ------ | ------ | ---------- | ---------- | ---------- | ---------- | ---------- | ---------- | ---------- | ---------- | ---------- | ---------- | ------- |
|        | 1      | 2.22       | 2.20       | 2.44       | 2.45       | 2.58       | 2.44       | 2.40       | 2.72       | 2.66       | 3.04       | 2.52    |
|        | 2      | 3.86       | 3.76       | 3.77       | 3.65       | 3.90       | 3.88       | 3.69       | 3.86       | 3.38       | 4.20       | 3.80    |
|        | 3      | 4.37       | 4.27       | 4.72       | 4.87       | 5.35       | 5.50       | 4.84       | 5.13       | 5.22       | 5.39       | 4.97    |
|        | 4      | 6.64       | 6.31       | 6.59       | 6.95       | 7.16       | 6.40       | 7.20       | 7.17       | 6.95       | 7.09       | 6.84    |
|        | 5      | 8.00       | 6.81       | 6.71       | 6.82       | 6.56       | 6.24       | 5.40       | 7.01       | 7.14       | 8.11       | 6.88    |
|        | 6      | 7.94       | 7.29       | 7.28       | 7.82       | 7.89       | 6.71       | 7.80       | 7.60       | 7.66       | 8.89       | 7.69    |
|        | 7      | 10.11      | 9.27       | 9.25       | 10.17      | 10.72      | 10.24      | 12.07      | غ/م        | غ/م        | غ/م        | 10.26   |
|        | 8      | 11.76      | 10.29      | 12.02      | 11.80      | 12.48      | 13.61      | غ/م        | غ/م        | غ/م        | غ/م        | 11.99   |

## وصلات خارجية
- النهاية المدببة على موقع IMDb (الإنجليزية)
- النهاية المدببة على موقع ميتاكريتيك (الإنجليزية)
- النهاية المدببة على موقع روتن توميتوز (الإنجليزية)
- النهاية المدببة على موقع أول موفي (الإنجليزية)